# Aleksandr Fomiczow
Aleksandr Jurjewicz Fomiczow (ros. Александр Юрьевич Фомичёв; ur. 19 lutego 1979 w Moskwie) – rosyjski hokeista, reprezentant Rosji.

## Kariera klubowa
- St. Albert Saints (1996–1997)
- Calgary Hitmen (1997–1999)
- Seattle Thunderbirds (1999–2000)
- Asheville Smoke (2000)
- Hamilton Bulldogs (2000)
- Tallahassee Tiger Sharks (2000–2001)
- Columbus Cottonmouths (2001–2002)
- Sibir Nowosybirsk (2002–2003)
- Amur Chabarowsk (2003)
- Sibir Nowosybirsk (2003–2004)
- CSKA Moskwa (2004–2006)
- Awangard Omsk (2006–2009)
- Sibir Nowosybirsk (2009–2010)
- Zauralje Kurgan (2009–2010)
- Torpedo Niżny Nowogród (2010–2011)
- HK Sarow (2011)
- THK Twer (2012)
- HK Riazań (2012–2013)

## Sukcesy
Klubowe
- President’s Cup - mistrzostwo WHL: 1999 z Calgary Hitmen